# Cloridorme
Cloridorme est une municipalité de canton de La Côte-de-Gaspé en Gaspésie–Îles-de-la-Madeleine, au Québec (Canada). En plus du village de Cloridorme en tant que tel, la municipalité comprend cinq hameaux : Cloridorme-Ouest, L'Anse-aux-Canons, Petite-Anse, Pointe-à-la-Frégate et Saint-Yvon. Lors du recensement de 2016, Cloridorme avait une population de 671 habitants.

## Toponymie
La première installation de résidents se situait vraisemblablement en bas de la côte de l'église. De là, on peut y admirer une petite baie étroite avec un enrochement de chaque côté. On pouvait y voir un « enclos où les eaux y dorment » d'où le nom de Cloridorme qui réfèrerait alors à un lieu plutôt qu'à un personnage.
En outre, l'orthographe a été modifiée en 1835. L'utilisation de la lettre « h » a été abondamment réduite. Par exemple, « rhythme » est devenu « rythme », « scholarité » est devenu « scolarité », et « chlos » est devenu « clos ». Donc, cela accrédite la thèse que le canton de Cloridorme fut nommé en représentation d'un « enchlos » quelconque, vraisemblablement deux baies. Ces baies sont celle de Petit Cloridorme et celle du Grand Cloridorme, qui s'écrivait « chlrorydormes », lui-même devenu plus tard « cloridorme » après la réforme de l'orthographe de 1835. Cela a pris quelques années sinon une ou deux décennies avant que la réforme de l'orthographe n'arrive à Chlorydorme.
« Chlorydormes » se divise en deux parties : « Chlos » en vieux français signifiant « Clos » dont le sens est explicite et « Dorme » signifiant « calme ». Ajoutons que « kloé » signifie « verdoyant » en grec ancien. Donc les « chlorydormes » pourraient aussi représenter une vallée verdoyante et calme ou une anse verdoyante et calme.

## Géographie
Cloridorme, anciennement écrit Chlorydormes, apparaît sur les cartes anciennes au premier tiers du 19è siècle vers 1840. Il est situé sur le littoral sud de l'estuaire du Saint-Laurent sur la péninsule gaspésienne à 630 km au nord-est de Québec et à 85 km au nord-ouest de Gaspé. La municipalité de canton fait partie de la municipalité régionale de comté de La Côte-de-Gaspé dans la région administrative de la Gaspésie–Îles-de-la-Madeleine.
Les rivières du Grand-cloridorme et Rivière du Petit-Cloridorme coulent entièrement dans la municipalité et rejoignent l'estuaire maritime du Saint-Laurent dans la baie de Cloridorme. Le crénon de la rivière de la Petite Vallée est situé à la limite ouest de la municipalité.

## Économie
Le village est constitué d’une poissonnerie faisant la commercialisation du concombre de mer. De plus, les propriétaires de la poissonnerie de Cloridorme ont acheté l’épicerie du coin pour lui redonner vie. L'épicerie Poissonnerie Marché le Rouge aide à revitaliser la communauté et à la création d'emplois.

### Hameaux
En plus du noyau villageois de Cloridorme, le canton s'est développé autour de cinq hameaux : Cloridorme-Ouest, L'Anse-aux-Canons, Petite-Anse, Pointe-à-la-Frégate et Saint-Yvon.

## Histoire

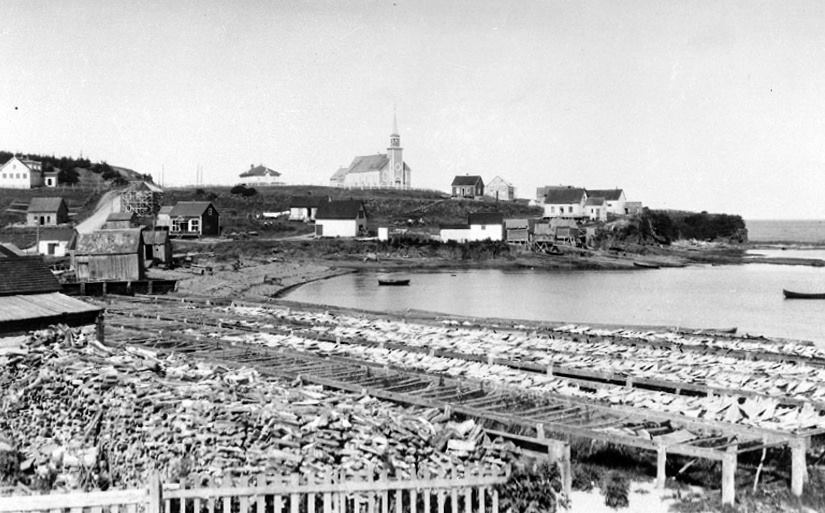
Le village de Cloridorme en 1941

Les premiers habitants de Cloridorme étaient normalement des pêcheurs en provenance soit des Iles Jersey, soit des Iles Saint-Pierre-et-Miquelon, soit de la région de Montmagny au Québec. Un document d'archives indique un lieu ou une propriété familiale nommé Chlorydormes à Jersey appartenant la famille Gibaut de la paroisse de St-John aux Iles Jersey, Gibaut qui a habité la Gaspésie au début du XXe siècle a baptisé sa terre Chlorydormes à son retour aux Iles Jersey. Là-bas, Chlorydorme est un espace rural, en l'occurrence une ferme, sise sur la rue de l'Étocquet, dans la paroisse St-John.
En outre, la recherche de Georges Le Feuvre démontre l'apport des Jersyais dans le peuplement primaire de la Gaspésie dont Cloridorme. Ladite recherche mentionne notamment que Lewis Gibaut, ami de Georges Godfray de Grand-Étang, un village voisin de Cloridorme, et qui a travaillé pour William Hyman and Sons, retourna mourir à Chlorydormes, dans la paroisse de St-John aux Iles Jersey. Mais Chlorydorme en Gaspésie fut fondé avant le Chlorydorme de Jersey.
Donc, l'expression Chlorydormes, devenue Cloridorme avec le temps, parle d'elle-même. Elle désigne un espace clos et calme. À Cloridorme, il y en a deux deux baies formant les Grand et le Petit Cloridormes. Comme le village de St-Yvon, du même canton, fut fondé postérieurement à Cloridorme par un citoyen d'origine européenne (probablement française), on peut penser qu'il y avait initialement trois chlorydormes dans le canton parce que St-Yvon compte une baie qui pouvait s'ajouter aux deux autres baies de Cloridorme. Et il y a toujours trois baies dans le canton de Cloridorme incluant celle de St-Yvon.
Par la suite, des pêcheurs en provenance de Montmagny s'installèrent. Paul Coulombe y arriva en 1838. Il fut suivi par Pierre Huet, un Normand qui pêchait à Percé. En 1860, les compagnies de pêche Fruing et Hyman établirent des comptoirs à Pointe-à-la-Frégate. En 1878, la première chapelle de Cloridorme fut inaugurée. Cette chapelle utilisa la cloche du navire Swordfish qui avait fait naufrage à Gros-Morne en 1867. En 1894, la cloche fut remplacée par une plus grosse et la cloche du Swordfish fut installée à l'école de Pointe-à-la-Frégate où elle resta jusqu'en 1960.
En 1900, la paroisse catholique de Sainte-Cécile-de-Cloridorme fut érigée canoniquement et regroupait alors les villages de Pointe-à-la-Frégate, Cloridorme, Saint-Yvon (anciennement appelé Pointe-Sèche). En 1936, le curé Fortin fonda une colonie forestière dans l'arrière-pays nommée Saint-Thomas-de-Cloridorme où on construisit plusieurs moulins de sciage et une chapelle.
Le 8 septembre 1942, une torpille fut lancée par le sous-marin allemand U-517 et toucha le cap de Saint-Yvon, ratant sa cible, un navire à vapeur chargé de bois nommé Meadcliffe Hall.

## Démographie

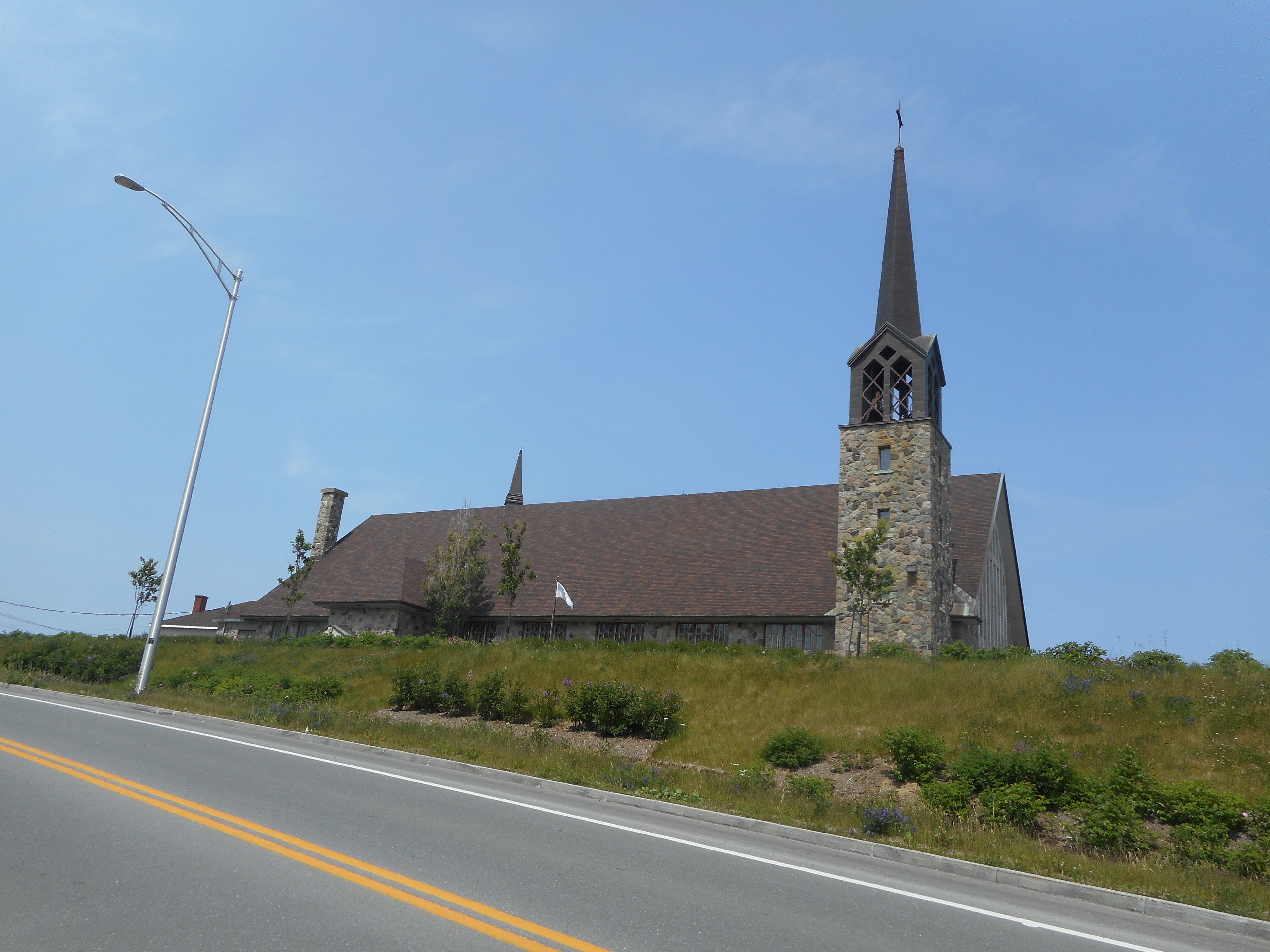
Église Sainte-Cécile de Cloridorme

| 1921 | 1931 | 1941  | 1951  | 1956  | 1961  | 1966  | 1971  | 1976  |
| ---- | ---- | ----- | ----- | ----- | ----- | ----- | ----- | ----- |
| 953  | 834  | 1 437 | 1 644 | 1 722 | 1 707 | 1 600 | 1 452 | 1 370 |

| 1981  | 1986  | 1991  | 1996  | 2001 | 2006 | 2011 | 2016 | 2021 |
| ----- | ----- | ----- | ----- | ---- | ---- | ---- | ---- | ---- |
| 1 389 | 1 318 | 1 166 | 1 084 | 917  | 764  | 743  | 671  | 607  |

## Administration
Les élections municipales se font en bloc et suivant un découpage de six districts.
| Cloridorme Maires depuis 2005                                                                                        |                  |                 |          |
| Élection | Maire            | Qualité         | Résultat |
| 2005 | Jocelyne Huet    |                 | Voir     |
| 2009 | Jocelyne Huet    | Voir            |          |
| 2013 | Jocelyne Huet    | Voir            |          |
| 2017 | Denis Fortin     | Conseiller      | Voir     |
| 2021 | Pierre Martin    |                 | Voir     |
| avr. 2023 | Normand Poirier  | Maire suppléant | Voir     |
| juin 2023 | Marcel Mainville |                 | Voir     |
| Élection partielle en italique Depuis 2005, les élections sont simultanées dans toutes les municipalités québécoises |                  |                 |          |

## Personnalités
- Bertrand Coulombe, officier mécanicien-Garde côtière canadienne.
- Claudine Roy, femme d'affaires
- Elzéar Dufour, homme d'Église catholique qui fut missionnaire à Cloridorme
- Georges-Guillaume Frève, homme d'Église catholique qui fut missionnaire à Cloridorme
- Jean-Claude Bernatchez[13], professeur en relations de travail à l'Université du Québec à Trois-Rivières[14] , chroniqueur dans les médias et auteur de livres sur les relations industrielles[15]
- Joseph-Cajétan Bérubé, homme d'Église catholique qui fut missionnaire à Cloridorme
- Suzanne Côté, nommée juge à la Cour Suprême du Canada en 2014